# Iglesia de Santa Eulalia (Moneva)
La iglesia de Santa Eulalia es una iglesia católica situada en la localidad zaragozana de Moneva (España). Fue construida durante los siglos xvi y xvii. El templo consta de tres naves de tres tramos, testero recto y torre a los pies; se cubrió con bóveda de cañón con lunetos la cabecera, los dos tramos últimos de la nave central y el tramo último de la nave norte, con cúpulas elípticas muy rebajadas las naves laterales y con cúpula sobre pechinas muy rebajada el primer tramo de la nave, configurando un espacio a modo de crucero; a los pies de la nave se dispuso el coro elevado. La ornamentación interior es de gran interés, ya que tanto las bóvedas como las cúpulas y los arcos están decorados con yeserías de motivos geométricos y vegetales de corte clasicista; las cúpulas cuentan además con rosetones con pinjantes.
Visto desde el exterior, el templo muestra una gran sencillez volumétrica. La portada, abierta en el muro Sur, es de sillería y de diseño clasicista. En arco de medio punto con impostas molduradas y clave decorada con una ménsula tallada, queda flanqueada por pilastras acanaladas que sostienen un entablamento sobre el que abre una hornacina en arco de medio punto, que aloja la imagen de Santa Eulalia; la portada está precedida por un sencillo pórtico de factura posterior y abierto al Sur y al Oeste. En el muro de los pies se ven los restos de la que probablemente fue la portada original, actualmente cegada y coronada por una hornacina; así mismo, existe otra portada de sillería, en arco adintelado y también cegada.
La torre consta de tres cuerpos, los dos primeros de planta cuadrada y el tercero octogonal; el primero es de cantería y ciego; el segundo, al igual que el superior, es de ladrillo y se articula en dos zonas, la inferior con óculos y la superior con pares de vanos en arco de medio punto actualmente cegados, rematando con un friso de esquinillas que da paso a una cornisa volada; el cuerpo superior presenta pilastras en los ángulos y se divide igualmente en dos zonas, con óculos encuadrados en la inferior y vanos de medio punto doblados en la superior; un friso de esquinillas a tresbolillo da paso al alero y al chapitel octogonal.